# Sportowiec

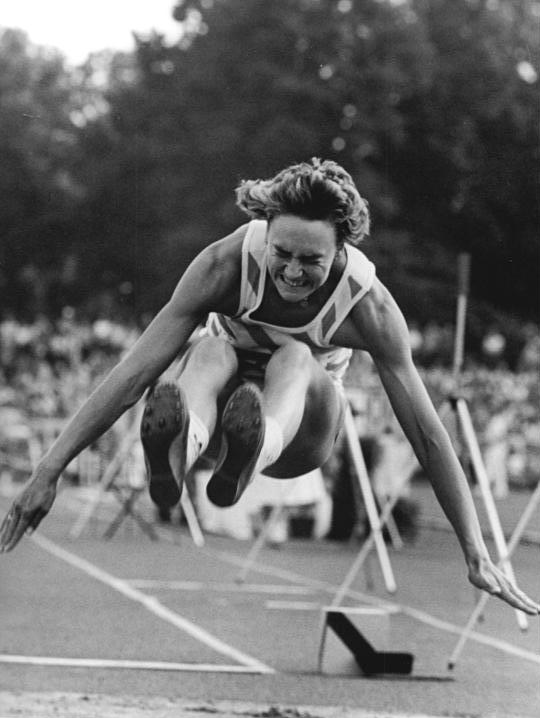
Sportowiec

Sportowiec – osoba uprawiająca pewną dziedzinę sportową. Sportowcem jest zarówno osoba uprawiająca sport zawodowo, jak i amatorsko, a jej trening opiera się zazwyczaj na odpowiednio przygotowanym planie treningowym. Sport ten może wymagać wysiłku fizycznego i zręczności (np. piłka nożna), ale również może ograniczać się do zaangażowania umysłu (szachy).